# Stillness Of The Night (álbum de Lime)
Stillness Of The Night es el noveno álbum de estudio del grupo canadiense Lime. Fue lanzado en 1998 por la discográfica Maximum. Contiene siete temas nuevos más una remezcla del tema «Your Love» de su primer álbum Your Love y dos remezclas del tema «Babe, We're Gonna Love Tonite» de su segundo álbum Lime II.

## Lista de canciones
| N.º | Título                                       | Duración |  |
| 1.  | «How Do You Feel»                            | 5:27     |  |
| 2.  | «Paradise»                                   | 5:07     |  |
| 3.  | «Superstar»                                  | 5:48     |  |
| 4.  | «Stealing The Night»                         | 6:09     |  |
| 5.  | «Babe, We're Gonna Love Tonight (Remix '98)» | 3:43     |  |
| 6.  | «In The Stillness Of The Night»              | 5:51     |  |
| 7.  | «Big Lips Babe»                              | 6:27     |  |
| 8.  | «Your Love (Remix)»                          | 6:37     |  |
| 9.  | «Don't Let It Get You Down»                  | 5:22     |  |
| 10. | «Babe, We're Gonna Love Tonight (Remix '97)» | 5:45     |  |